# Macchia Romana
Il quartiere di Macchia Romana, è un quartiere della periferia nord-est di Potenza, il più popoloso della città.

## Architetture religiose
La chiesa di Gesù Maestro è l'unica chiesa presente in zona; è un edificio di costruzione moderna che si affaccia su piazza Vittorio Pozzo.

## Parchi
Il parco del Fiore Bianco (già parco Elisa Claps) è un'area verde molto ampia, che dispone anche di un percorso pedonale, di un bar, di un'area giochi, di attrezzature e di punti con area pic-nic. È situato su una collina boschiva, una "macchia" appunto, da cui prende il nome l'intero quartiere.

## Architetture Sportive
Nei pressi della chiesa è situato il Campo Scuola di Atletica Leggera, la cui intitolazione è prevista al campione Donato Sabia.

## Salute
In via Potito Petrone è presente l'Ospedale San Carlo di Potenza e in largo Don Pasquale Uva è presente il centro di riabilitazione Don Uva.

## Istruzione
In via dell'Ateneo Lucano è presente la sede centrale dell'Università degli Studi della Basilicata

## Collegamenti
Nel quartiere è presente la stazione di Potenza Macchia Romana nella quale fermano sia i treni del servizio ferroviario metropolitano di Potenza delle Ferrovie Appulo Lucane che i treni di Trenitalia. 
Le vie principali del quartiere, via delle Medaglie Olimpiche e via Giovanni XXIII, fungono da collegamento tra la zona nord-ovest e la zona sud-est della città, nonché tra la Strada Statale 407 Basentana e la direzione per Ruoti, Giuliano ed Avigliano